# Saint-Cyr-le-Gravelais
 Saint-Cyr-le-Gravelais  es una población y comuna francesa, en la región de Países del Loira, departamento de Mayenne, en el distrito de Laval y cantón de Loiron.

## Demografía
| 498 | 462 | 428 | 408 | 472 | 474 |
| Para los censos de 1962 a 1999 la población legal corresponde a la población sin duplicidades (Fuente: INSEE [Consultar]) |     |     |     |     |     |